# アレクサンドラ・ヴァシリエヴィッチ
アレクサンドラ・ヴァシリエヴィッチ（Aleksandra Vasiljević、1986年8月10日-）はボスニア・ヘルツェゴビナの女子バイアスロン選手。サラエヴォ出身。
1998年から競技を始め、2004/05年のシーズンからバイアスロン・ワールドカップに出場した。2006年にはトリノオリンピックに出場し、15km個人で74位、7.5kmスプリントで78位になっている。